# 46737 호빵맨
46737 호빵맨(46737 Anpanman)은 화성과 목성 사이에서 공전하는 소행성의 하나이다. 1997년 에히메 현 구마 정(현 구마코겐정)의 구마코겐 천체관측관에서 발견되어 2003년 명명되었다.